# Amyema wenzelii
Amyema wenzelii är en tvåhjärtbladig växtart som beskrevs av Danser. Amyema wenzelii ingår i släktet Amyema och familjen Loranthaceae. Inga underarter finns listade i Catalogue of Life.